# 三ヶ尻駅

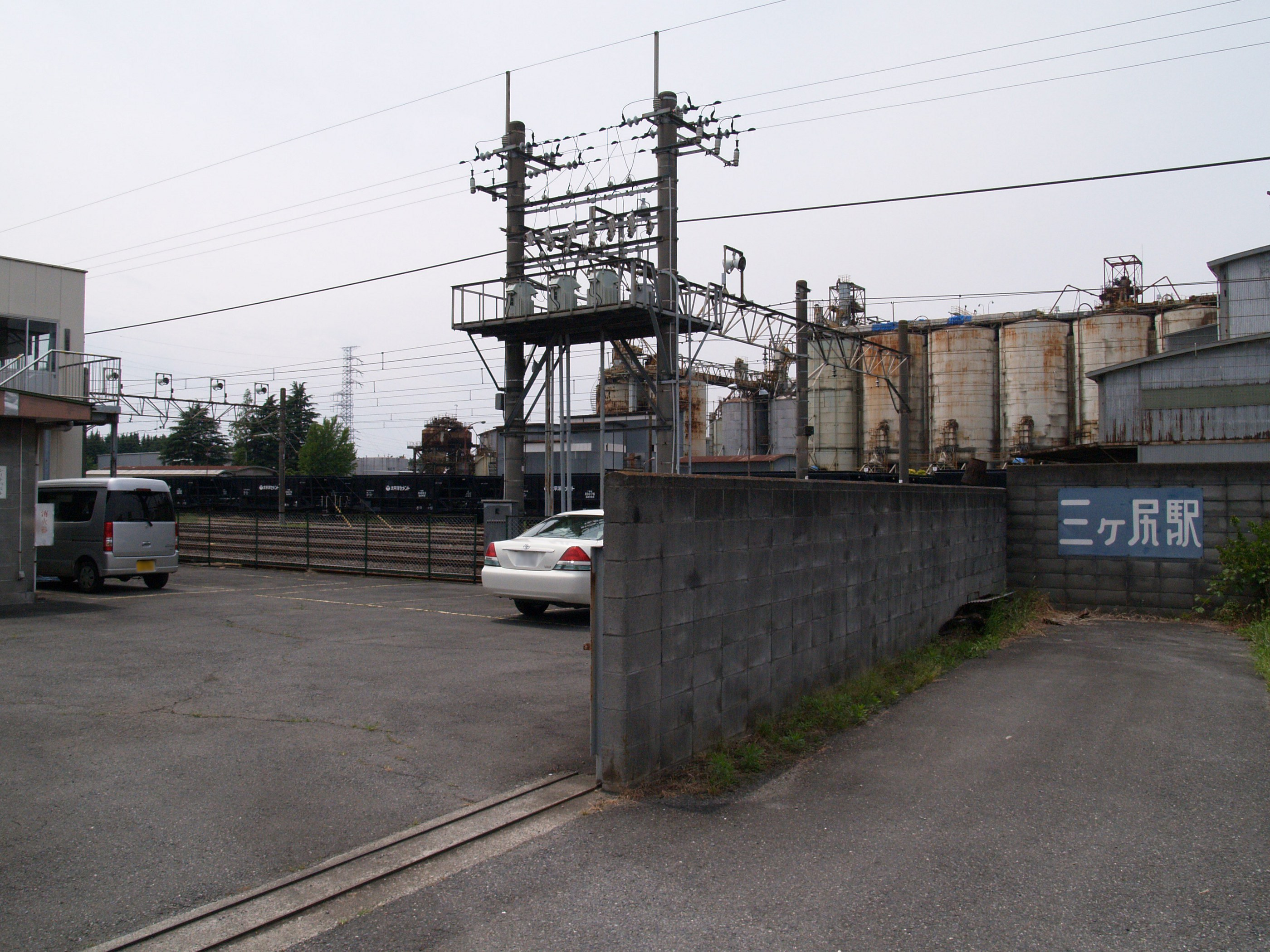
駅入口（2012年6月）

三ヶ尻駅（みかじりえき）は、埼玉県熊谷市三ヶ尻にある、秩父鉄道三ヶ尻線の貨物駅である。

## 駅概要
太平洋セメント熊谷工場の東側に位置する地上駅で、同工場の専用線が接続している。
石灰石が影森駅（三輪鉱山採掘）や武州原谷駅（叶山鉱山採掘）から当駅へ輸送されていたほか、工場燃料用石炭（コークス）が扇町駅より当駅へ輸送されていた。
2020年9月30日を以て当駅 - 熊谷貨物ターミナル間の貨物輸送が終了したため、同年12月31日をもって同区間は廃止され、当駅が三ヶ尻線の終着駅となった。

## 歴史
- 1979年（昭和54年）11月1日：三ヶ尻線開業と同時に開設する。
- 2020年（令和2年）
  - 9月30日：三ヶ尻線当駅 - 熊谷貨物ターミナル間の貨物輸送を終了する[3]。
  - 12月31日：三ヶ尻線当駅 - 熊谷貨物ターミナル間が廃止となる[1]。

## 1985年時の常備貨車
- 秩父セメント所有
  - タキ5300形（セメント専用）32両
  - タキ12200形（セメント専用）39両
  - ホキ3100形（セメント専用）19両
  - ホキ5700形（セメント専用）209両

「昭和60年版私有貨車番号表」『トワイライトゾーンMANUAL13』ネコ・パブリッシング、2004年

## 駅周辺
当貨物駅の北側には太平洋セメント熊谷工場があり、同工場の敷地が大きく広がる。同社への専用線は当貨物駅の南側を通る上越新幹線との立体交差の辺り（当貨物駅構内）で分岐する。東側は民家が多く、そこから路地を入った所に小学校がある。東側の道路沿いにはコミュニティバスの停留所もある。
南へ抜けると三ケ尻観音山に、東へ抜けると三ヶ尻郵便局や埼玉県道47号線に、北へ抜けると埼玉県道47号線を経て熊谷市立三尻中学校に至る。当駅は「みかじり」と読むが、学校には「ヶ」が付かないため、「みしり」と読む。
- 太平洋セメント熊谷工場
- 日立金属熊谷工場
- 日東富士製粉埼玉工場
- 航空自衛隊熊谷基地
- JFE建材熊谷工場
- 権田酒造[4] - 熊谷市内では唯一の酒造所である。
- 三ヶ尻郵便局
- 三ケ尻観音山
- 二子山古墳
- 三ヶ尻八幡神社
- 熊谷市立三尻中学校
- 熊谷市立三尻小学校
- 埼玉県道47号深谷東松山線
- ゆうゆうバス「三尻小学校入口」停留所 - ほたる号が経由する。

## 隣の駅
秩父鉄道
三ヶ尻線
武川駅 - 三ヶ尻駅

### 廃止区間
秩父鉄道
三ヶ尻線
三ヶ尻駅 - 熊谷貨物ターミナル駅